# Elecciones parlamentarias de Yibuti de 2018
Las elecciones parlamentarias se celebraron en Yibuti el 23 de febrero de 2018.  Las elecciones fueron boicoteadas por los principales partidos de oposición, incluidos algunos de los partidos de la coalición denominada Unión por la Salvación Nacional, que había ganado 10 escaños en las elecciones anteriores de 2013.
Según figuras de gobierno, la oficialista Unión para la Mayoría Presidencial ganó 57 de 65 escaños en Parlamento. La coalición opositora de la Unión Yibutiense por la Democracia y la Justicia y el Partido Yibutiense para el Desarrollo (UDJ–PDD) ganó siete escaños en el distrito electoral de la ciudad de Yibuti. La UMP corrió sin oposición en tres distritos electorales (Dikhil, Obock y Arta, 18 asientos).

## Resultados
|                                                                                    |                                        |               |       |         |     |
| Partido                                                                            | Partido                                | Votos         | %     | Escaños | +/– |
|                                                                                    | Unión para la Mayoría Presidencial     | 105,278       | 87.83 | 57      | +2  |
|                                                                                    | UDJ–PDD                                | 13,088        | 10.92 | 7       |     |
|                                                                                    | Centro de Demócratas Unificados        | 811           | 0.68  | 1       | +1  |
|                                                                                    | Alianza Republicana para la Democracia | 684           | 0.57  | 0       |     |
| Votos en blanco y nulos                                                            | Votos en blanco y nulos                | 4,073         | –     | –       | –   |
| Total                                                                              | Total                                  | 123,934       | 100   | 65      | 0   |
| Participación                                                                      | Participación                          | Participación | 67.10 | –       | –   |
| Fuente: Presidencia de Yibuti Archivado el 27 de marzo de 2018 en Wayback Machine. |                                        |               |       |         |     |